# 28340 Yukihiro
28340 Yukihiro este un asteroid din centura principală de asteroizi.

## Descriere
28340 Yukihiro este un asteroid din centura principală de asteroizi. A fost descoperit pe 13 martie 1999 la Yatsuka de Hiroshi Abe (astronom). Asteroidul prezintă o orbită caracterizată de o semiaxă mare de 3,01 ua, o excentricitate de 0,15 și o înclinație de 11,8° în raport cu ecliptica.